# USS San Diego (CL-53)
USS San Diego (CL-53) byl americký lehký křižník třídy Atlanta, který za druhé světové války bojoval v řadách United States Navy na pacifickém bojišti. Od roku 1944 byl křižník používán jako velitelská loď eskortních sil. V roce 1960 byl křižník sešrotován.